# Закон Стокса

Линии обтекающего потока, лобовое сопротивление F_{d}, сила тяжести F_{g}

В 1851 году Джордж Стокс, решая уравнение Навье — Стокса, получил выражение для силы трения (также называемой силой лобового сопротивления), действующей на сферические объекты с очень маленькими числами Рейнольдса (например, очень маленькие частицы) в покоящейся вязкой жидкости:
{\displaystyle {\vec {F}}=-6\pi r\mu {\vec {v}}},
где
{\displaystyle F} — сила трения, также называемая силой Стокса,
{\displaystyle r} — радиус сферического объекта,
{\displaystyle \mu } — динамическая вязкость жидкости,
{\displaystyle v} — скорость частицы.
Если частицы падают в вязкой жидкости под действием собственного веса, то установившаяся скорость достигается, когда эта сила трения совместно с силой Архимеда точно уравновешиваются силой гравитации. Хотя в классической формулировке закон Архимеда выполняется только в статическом случае, а не для движущихся тел, в данном случае выражение для силы Архимеда сохраняет традиционный вид. Результирующая скорость (Стокса) равна
{\displaystyle V_{\text{S}}={\frac {2}{9}}{\frac {r^{2}g(\rho _{\text{p}}-\rho _{\text{f}})}{\mu }},}
где
{\displaystyle V_{\text{S}}} — установившаяся скорость частицы (м/с) (частица движется вниз, если {\displaystyle \rho _{\text{p}}>\rho _{\text{f}}}, и вверх в случае {\displaystyle \rho _{\text{p}}<\rho _{\text{f}}}),
{\displaystyle r} — радиус частицы (м),
{\displaystyle g} — ускорение свободного падения (м/с²),
{\displaystyle \rho _{\text{p}}} — плотность частиц (кг/м³),
{\displaystyle \rho _{\text{f}}} — плотность жидкости (кг/м³),
{\displaystyle \mu } — динамическая вязкость жидкости (Па·с).